# 奥斯卡荣誉奖
奥斯卡荣誉奖（英語：Academy Honorary Award），或称为奥斯卡终身成就奖，是美国电影艺术与科学学院颁发的非竞赛类奖项。在奥斯卡奖设立之初由电影艺术与科学学院颁给奥斯卡奖项没有包括的领域的杰出人士或团体机构。后来随着奥斯卡奖项的增加和完善，奥斯卡荣誉奖逐渐演变成颁给终身为电影事业贡献的人士。

## 历年获奖者
注：以下年份可能有误，有待更新。特别是与英文版本 （页面存档备份，存于）不同。

### 1920年代
- 1929年 - 查理·卓别林- 他多才多艺，在影片《大马戏团》集表演、编剧、导演和制片于一身，他提名最佳男主角落选，因此学院颁给他这个特别奖项。
- 1929年 - 华纳兄弟 - 为在《爵士歌手》创新的拍摄技术，从而改革了整个电影产业。

### 1930年代
- 1930年（4月） - 空缺
- 1930年（11月） - 空缺，虽然没有颁布这个奖项，学院授予托马斯·爱迪生和乔治·伊斯曼荣誉会员称号。
- 1931年 - 空缺
- 1932年 - 华特·迪士尼 - 为创造了米老鼠
- 1933年 - 空缺
- 1934年 - 空缺
- 1935年 - 空缺
- 1936年 - 大衛·格里菲斯 - 为他作为导演和制片人对电影艺术长期的杰出的贡献。
- 1937年 - March of Time（英语：March of Time） - 为它开创了电影的一个重要分支-新闻影片
- 1937年 W·霍华德·格林(W. Howard Greene)、哈罗德·罗森（Harold Rosson） - 为塞尔兹尼克国际电影公司出品的《阿拉的花园》（The Garden of Allah）的彩色摄影技术。
- 1938年 - 现代艺术博物馆电影馆 - 为它收藏了从1895年至今的电影资料，确定电影是艺术的重要部分，并向公众开放从而让更多的人了解电影的历史。
- 1938年 - 埃德加·伯根 - 为他卓著的喜剧天才。
- 1938年 - 马克·森内特 - 为他对喜剧电影持久的贡献，学院提出一个特别褒奖给这位充满了乐趣、挖掘新人，富有同情心的喜剧天才。
- 1938年 - W·霍华德·格林（W. Howard Greene） - 为他在《一个明星的诞生》（A Star Is Born）的彩色摄影技术。
- 1939年 - 亚瑟·保尔（Arthur Ball） - 为他在彩色电影摄影中的杰出贡献。
- 1939年 - 哈里·M·华纳（Harry M. Warner） - 为他记录了美国人早期为自由而奋斗的历史。
- 1939年 - 华特·迪士尼 - 因為《白雪公主 (1937年電影)》开创了一个新的娱乐领域。
- 1939年 - 高登·詹宁斯（Gordon Jennings，特别效果）、简·多梅拉（Jan Domela，特别效果助理）、德弗罗·詹宁斯（Devereaux Jennings，特别效果助理）、艾尔明·罗伯特（Irmin Roberts，特别效果）、阿特·史密斯（Art Smith，特别效果）、法乔特·埃多特（Farciot Edouart，透明效果）、洛亚尔·格里格斯（Loyal Griggs，透明效果助理）、洛伦·L·里德（Loren L. Ryder，声效）、哈里·D·米尔斯（Harry D. Mills，声效助理）、路易斯·梅塞科普（Louis Mesenkop，声效助理）、沃特·奥伯斯特(Walter Oberst，声效助理） - 为《Spawn of the North》裡杰出的画面和声音效果。
- 1939年 - 奥利弗·T·马什(Oliver T. Marsh)、艾伦·M·戴维（Allen M. Davey） - 为米高梅公司出品的电影《甜心》（Sweethearts）的彩色摄影技术。

### 1940年代
- 1940年 - 吉恩·赫肖尔特（Jean Hersholt，总裁）、拉尔夫·摩根（Ralph Morgan，主席）、拉尔夫·布洛克（Ralph Block，第一副总裁）、康拉德·内格尔（Conrad Nagel）、美国电影电视基金会 - 表彰基金会卓越的工作推动了电影的发展。
- 1940年 - 特艺七彩公司 - 为它成功地将三色技术应用到银幕上。
- 1940年 - 道格拉斯·范朋克 - 作为第一位美国电影艺术与科学学院主席，道格拉斯·范朋克为全球电影的发展做出卓越的贡献。
- 1940年 - 威廉·卡梅隆·曼泽斯（William Cameron Menzies） - 为表彰他在《乱世佳人》中成功运用彩色技术。
- 1940年 - 鲍勃·霍普 - 为他对电影事业无私的奉献。
- 1941年 - 內森·萊文森 - 为他过去9年来为电影事业和军队的服务，从而可以方便地拍摄军队题材的电影。
- 1941年 - 华特·迪士尼、威廉·E·格雷提（William E. Garity）、J·N·A·霍金斯（J. N. A. Hawkins）、RCA制造公司 - 为表彰他们在《幻想曲》中运用声音的先进技术。
- 1941年 - 列奥波德·斯托科夫斯基和他的同事 - 为表彰他们在华特迪士尼公司公司出品的电影《幻想曲》中充满创造力的音乐。
- 1942年 - 雷·斯科特（Rey Scott） - 为他在艰难危险的环境下用16毫米的胶片摄制了一部关于中国战争的纪录片《Kukan》。
- 1942年 - 英国情報部（United Kingdom Ministry of Information） - 纪录片《今夜的轰炸目标》（Target for Tonight）逼真地呈现了英国皇家空军的勇气。
- 1943年 - 米高梅公司 - 为出品的Andy Hardy系列电影中展现了美国人的生活。
- 1943年 - 查尔斯·博耶（Charles Boyer） - 为他在洛杉矶成立了法国研究基金会所作的贡献。
- 1943年 - 诺埃尔·科沃德（Noel Coward） - 为影片《与祖国同在》（In Which We Serve）的所付出的努力。
- 1944年 - 乔治·帕尔（George Pal） - 为他在电影木偶片的制作采用新颖的方法和技术。
- 1945年 - 鲍勃·霍普（Bob Hope） - 为他为学院所作的贡献（美国电影艺术与科学学院终身会员）。
- 1946年 - 丹尼尔·J·布卢姆伯格（Daniel J. Bloomberg）、合众录音室（Republic Studio）、合众音效部门（Republic Sound Department） - 为他们建立了一个出色的音乐录音室，将各种声音元素完美得融合在一起。
- 1946年 - 沃尔特·万哲（Walter Wanger） - 为他六年来作为美国电影艺术与科学学院主席所作的贡献。
- 1946年 - 弗兰克·罗斯（Frank Ross）、莫文·里罗伊（Mervyn LeRoy） - 为短片《The House I Live In》和同名歌曲。
- 1947年 - 恩斯特·卢比西奇（Ernst Lubitsch） - 他为电影艺术做出了独一无二地贡献。
- 1947年 - 哈罗德·拉塞尔（Harold Russell） - 他在《黄金时代》（The Best Years of Our Lives）的表演给其他退伍老兵带来希望和勇气。
- 1947年 - 劳伦斯·奥利维尔 - 在电影《亨利五世》（Henry V）中集演员、导演和制片于一身。
- 1948年 - 威廉·塞利格（William Selig）、艾伯特·史密斯（Albert E. Smith）、托马斯·阿马特（Thomas Armat）、乔治·K·斯波（George K. Spoor） - 电影的先锋小组之一，他们为电影的发展贡献了毕生的心血。
- 1948年 - 电影《Bill and Coo》 - 将小说的艺术性和电影的娱乐性完美地结合起来。
- 1948年 - 意大利电影《擦鞋童》（Sciuscià） - 这部优秀的电影把我们带入了处于饱经战争创伤的国家中的悲惨生活，它向世界证明了面对灾难，精神的力量可以取得最后的胜利。后来衍生出奥斯卡最佳外语片奖。
- 1948年 - 詹姆斯·巴斯克特 - 他在迪士尼第一部长篇真人与动画合演的影片《南方之歌》饰演的雷姆斯大叔受到全球孩子的喜爱。
- 1949年 - 西德尼·格劳曼（Sid Grauman） - 剧院之王，提高了电影院的建造标准。
- 1949年 - 阿道夫·朱克（Adolph Zukor） - 一个四十年来致力电影事业，被称为美国电影之父的人。
- 1949年 - 沃尔特·万格（Walter Wanger） - 他制作的电影《圣女贞德》（Joan of Arc）给全球观众带来道德的高度境界。
- 1949年 - 法国电影《文森特先生》（Monsieur Vincent） - 1948年在美国发行的最佳外语片。

### 1950年代
- 1950年 - 弗雷德·阿斯泰尔 - 为他独一无二的艺术性和在音乐片卓越贡献。
- 1950年 - 賽西爾·德米爾 - 杰出的电影的先锋者，37年来光辉的表演历程。
- 1950年 - 让·赫肖尔特 - 表揚他在擔任電影藝術與科學學院4年的主席任期。
- 1950年 - 意大利电影《單車失竊記》 - 1949年美国发行的最佳外语片。
- 1951年 - 路易·B·梅耶 - 为他对电影产业巨大的贡献。
- 1951年 - 乔治·墨菲（George Murphy） - 他演绎的电影影响了全国。
- 1951年 - 意法合拍电影《马拉帕加之墙》（Au-delà des grilles） - 1950年美国发行的最佳外语片。
- 1952年 - 金·凯利（Gene Kelly） - 表彰他的多才多艺，作为导演、演员、歌手和舞者对电影的巨大贡献。
- 1952年 - 日本电影《罗生门》 - 1951年美国发行的最佳外语片。
- 1953年 - 梅里安· C·库珀（Merian C. Cooper） - 为他对电影艺术的很多创新和贡献。
- 1953年 - 鲍勃·霍普 - 他为全球观众带去笑声。
- 1953年 - 哈罗德·劳埃德 - 喜剧大师和好公民。
- 1953年 - 乔治·艾尔弗雷德·米契尔（George Alfred Mitchell） - 为他对摄像机的革新和发展，并在摄影领域持续的努力。
- 1953年 - 约瑟夫·申克（Joseph M. Schenck） - 为他长期对电影事业的服务。
- 1953年 - 法国影片《禁忌的游戏》 - 1951年美国发行的最佳外语片。
- 1954年 - 二十世纪福斯影片公司  - 表彰他们创新了西尼玛斯柯普系统宽银幕电影。
- 1954年 - 贝灵巧公司（Bell and Howell）- 为他们发明的电影基础设备促进了电影产业发展。
- 1954年 - 约瑟芬·布林(Joseph Breen) - 为他对美国电影制作规范严谨而开放的管理。
- 1954年 - 佩特·史密斯（Pete Smith） - 为他创作的《Pete Smith Specialties》系列短片裡幽默敏锐的风格。
- 1954年 - 博士伦公司 - 为他们对电影产业发展的贡献。
- 1954年 - 葛丽泰·嘉宝 - 为她精湛的表演。
- 1955年 - 丹尼·凯（Danny Kaye） - 为他的才能和多年来对学院，电影产业和美国人民的贡献。
- 1955年 - 肯普·尼弗（Kemp Niver） - 为他对美国国会图书馆恢复收藏电影资料的努力。
- 1955年 - 乔恩·怀特利（Jon Whiteley） - 为他在电影《小拐骗者》裡出色的表演。
- 1955年 - 文森特·温特（Vincent Winter） - 为他在电影《小拐骗者》裡出色的表演。
- 1955年 - 日本电影《地狱门》 - 1954年美国发行的最佳外语片。
- 1956年 - 日本电影《宫本武藏》– 1955年美国发行的最佳外语片。
- 1957年 - 埃迪·坎特（Eddie Cantor） - 为他对电影产业多年的贡献。
- 1957年 - 电影和电视工程师协会 - 为他们对电影产业的推动和贡献。
- 1958年 - 布朗乔·比利·安德森（Broncho Billy Anderson） - 电影的先锋者，对电影成为大众娱乐作出贡献。
- 1959年 - 查尔斯·布拉克特（Charles Brackett） - 为他对美国电影艺术与科学学院的服务。
- 1959年 - B·B·卡亨（B. B. Kahane） - 为他对电影产业的贡献。
- 1959年 - 莫里斯·舍瓦利耶 - 为他半个多世纪以来对全球娱乐业的贡献。

### 1960年代
- 1960年 - 李·德·福雷斯特（Lee De Forest） - 为他的创造性发明给电影带来了声音。
- 1960年 - 巴斯特·基顿 - 为他独一无二的喜剧才华。
- 1961年 - 賈利·古柏 - 他在银幕上留下了很多令人难以忘记的形象，受到全球观众的肯定。
- 1961年 - 斯坦·劳雷尔（Stan Laurel） - 为他在喜剧电影领域的创新精神。
- 1962年 - 弗雷德·L·梅茨勒（Fred L. Metzler） - 为他对美国电影艺术与科学学院的服务。
- 1962年 - 杰洛姆·罗宾斯（Jerome Robbins） -为他对电影编舞艺术的杰出贡献。
- 1962年 - 威廉·亨德里克斯（William L. Hendricks） - 他编剧并监制的描写海军陆战队的电影《一支准备就绪的军队》（A Force in Readiness）给学院和电影产业带来荣誉。
- 1963年 - 空缺
- 1964年 - 空缺
- 1965年 - 威廉·塔特尔（William Tuttle） - 为他在影片《劳博士的七张脸孔》（7 Faces of Dr. Lao）中展现的高超化妆技巧。
- 1966年 - 鲍勃·霍普（Bob Hope） - 为他对电影产业巨大的贡献。
- 1967年 - 亚基马·坎纳特（Yakima Canutt） - 为表彰他作为特技演员所获得的成就和创造了安全的设备以保护全球特技演员。
- 1967年 - 弗兰克·弗里曼（Frank Freeman） - 为他在好莱坞30年来对学院的巨大贡献。
- 1968年 - 阿瑟·弗里德（Arthur Freed） - 为他对学院的服务，制作了六次最受欢迎的颁奖电视节目。
- 1969年 - 奥纳·怀特（Onna White） - 为她在《雾都孤儿》(Oliver!）裡的编舞艺术。
- 1969年 - 约翰·钱伯斯（John Chambers） - 为他在影片《决战猩球》（Planet of the Apes）中出神入化的化妆技术。

### 1970年代
- 1970年 - 加里·格兰特（Cary Grant） - 为他在高超的演技赢得了同事的尊敬。
- 1971年 - 莉莲·吉许（Lillian Gish） - 为她精湛的艺术性和对电影发展的贡献。
- 1971年 - 奥森·威尔士（Orson Welles） - 他制作的电影艺术性强，类型多变。
- 1972年 - 查理·卓别林（Charlie Chaplin） - 为他整个世纪以来对电影产业无可估量的贡献。
- 1973年 - 查尔斯·博伦（Charles S. Boren） - 38年来作为电影业代表，为改善劳资关系和消除种族歧视贡献良多。
- 1973年 - 爱德华·罗宾逊（Edward G. Robinson） - 一个伟大的演员，一个为艺术献身的人。
- 1974年 - 亨利·朗格卢瓦（Henri Langlois） - 为他多年来对电影艺术的执著和大量的贡献。
- 1974年 - 格劳乔·马克斯（Groucho Marx） - 表彰他的创造力和马克思兄弟在喜剧电影上无与伦比的成就。
- 1975年 - 霍华德·霍克斯（Howard Hawks） - 一个美国电影制作大师，在全球电影史上留下他的篇章。
- 1975年 - 让·雷诺阿（Jean Renoir） - 一个天才的演员，从无声电影到有声电影，从故事片、记录片到电视都有他的完美的演出，得到全球影迷的爱戴。
- 1976年 - 玛丽·毕克馥（Mary Pickford） - 表彰她为电影独一无二的贡献并发展了电影艺术的表现手法。
- 1977年 - 空缺
- 1978年 - 本·伯特（Ben Burtt） - 为影片《星球大战》杰出的声效。
- 1978年 - 玛格丽特·布斯（Margaret Booth） - 为她对电影剪辑艺术的贡献。
- 1979年 - 现代艺术博物馆电影馆 - 为它对公众接受电影作为艺术形式之一的贡献。
- 1979年 - 沃特·蓝兹（Walter Lantz） - 他创作的动画片为全球带来快乐和笑声。
- 1979年 - 勞倫斯·奧立佛（Laurence Olivier） - 他的一生都献给了电影艺术。
- 1979年 - 金·维多（King Vidor） - 作为电影的改革者，贡献巨大。

### 1980年代
- 1980年 - 哈尔·埃利亚斯（Hal Elias） - 为他多年来为美国电影艺术与科学学院的辛勤工作和卓越贡献。
- 1980年 - 亚历克·吉尼斯（Alec Guinness） - 为他高超的演技，在银幕上塑造了众多难忘且个性鲜明的人物。
- 1981年 - 亨利·方达（Henry Fonda） - 一个演技精湛的演员，为电影艺术作出光辉长久的贡献。
- 1982年 - 芭芭拉·史坦威（Barbara Stanwyck） - 她演技高超，富有创造力，为电影艺术作出独一无二的贡献。
- 1983年 - 米基·鲁尼（Mickey Rooney） - 为表彰他50年来在银幕上塑造了丰富多彩的人物。
- 1984年 - 哈尔·罗奇([Hal Roach) - 为表彰他为电影艺术的卓越贡献。
- 1985年 - 美国国家艺术基金会（The National Endowment for the Arts）- 基金会成立20周年，一直为各个艺术领域的项目提供支持。
- 1985年 - 詹姆斯·史都華（James Stewart） - 为他50年来令人印象深刻的表演，为他银幕上下都是完美的典型，影响了合作过的人，并得到了他们的敬重。
- 1986年 - 保罗·纽曼（Paul Newman） - 他为人正直，献身于自己的事业，塑造众多令人信服的银幕形象。
- 1986年 - 阿莱克斯·诺斯（Alex North）- 为表彰他在众多不同的影片中精彩的配乐。
- 1987年 - 拉尔夫·贝拉米（Ralph Bellamy） - 为他卓越的艺术才能以及为表演献身的精神。
- 1988年 - 空缺
- 1989年 - 伊士曼柯达公司 - 为100年来对电影的贡献。
- 1989年 - 加拿大国家电影委员会 - 委员会成立50周年，对电影制作的各个领域提供支持。

### 1990年代
- 1990年 - 黑泽明（Akira Kurosawa） - 为他在电影上的成就鼓舞了全世界的观众，并影响了全球的电影人。
- 1991年 - 蘇菲亞·羅蘭（Sophia Loren） - 为她的一生演绎了众多令人难忘的角色。
- 1991年 - 茂娜·罗埃（Myrna Loy） - 为她银幕上下非凡的美德。
- 1992年 - 萨蒂亚吉特·雷伊（Satyajit Ray） - 为他精湛的电影表现手法和人道主义的观，影响了全球观众。
- 1993年 - 费德里柯·费里尼（Federico Fellini） - 为他在电影上的成就鼓励了全球观众。
- 1994年 - 狄波拉·嘉（Deborah Kerr） - 一位完美优雅的艺术家，一个献身于表演的演员，她的作品总是完美无缺。
- 1995年 - 米开朗基罗·安东尼奥尼（Michelangelo Antonioni）） -  肯定他影壇大師的地位。
- 1996年 - 寇克·道格拉斯（Kirk Douglas） - 为他50年来对电影事业持续的创新精神。
- 1996年 - 查克·琼斯（Chuck Jones） - 为他半个世纪以来创造了很多经典的卡通角色为大家带来了欢乐。
- 1997年 - 迈克尔·基德（Michael Kidd） - 为他编舞的高超技术。
- 1998年 - 斯坦利·多南（Stanley Donen） - 感谢他终身为电影的奉献，他的作品优雅风趣、大胆创新。
- 1999年 - 伊利亚·卡赞（Elia Kazan） - 感谢他长期卓越的工作，他在电影上革新影响了电影界。

### 2000年代
- 2000年(72届) - 安杰伊·瓦依达(Andrzej Wajda) - 他对电影的巨大贡献。
- 2001年(73届) - 杰克·卡迪夫（Jack Cardiff）- 運用燈光和色彩的大師。
- 2001年 - 欧内斯特·莱曼（Ernest Lehman） - 集多种角色于一身，对电影贡献巨大。
- 2002年(74届) - 西德尼·波蒂埃（Sidney Poitier） - 为他的非凡表现力。
- 2002年 - 勞勃·瑞福（Robert Redford） - 演员、导演和制片，影响了全球的电影人。
- 2003年(75届) - 彼得·奧圖（Peter O'Toole） - 一个天才的演员，一生演绎了众多令人记忆深刻的角色。
- 2004年(76届) - 布莱克·爱德华（Blake Edwards） - 表彰他在编剧、导演和制片多方面的才能。
- 2005年(77届) - 希德尼·鲁迈特（Sidney Lumet） - 为他编剧和表演的才华。
- 2006年(78届) - 罗伯特·奥特曼（Robert Altman） - 表彰他一生为电影事业的贡献。
- 2007年(79届) - 埃尼奥·莫里康内（Ennio Morricone） - 为电影音乐做出杰出贡献。
- 2008年(80届) - 羅伯特·F·博伊爾（Robert F. Boyle） - 为电影艺术指导业（art direction）做的巨大贡献。
- 2009年(81届) - 没有颁发

### 2010年代
- 2010年(82届) - 洛琳·白考兒 - 她在电影黄金时代的重要地位。
- 2010年 - 羅傑·科曼 - 为电影和电影制作做了诸多贡献。
- 2010年 - 高登·威廉（英语：Gordon Willis） - 在光、影、色彩等方面的卓越电影摄影技法。
- 2011年(83届) - 凱文·布朗洛 - 为电影历史发展做出了睿智的贡献。
- 2011年 - 尚盧·高達  - 在激情，抗争和新类型方面为电影做的突出贡献。
- 2011年 - 伊莱·沃勒克 - 一生塑造了许多永恒的银幕形象。
- 2012年(84屆) - 詹姆斯·厄爾·瓊斯 - 持續的卓越與不凡的多才多藝。
- 2012年 - 迪克.史密斯（英语：Dick Smith (make-up artist)） - 無與倫比的化妝手藝。
- 2013年(85屆) - D.A.潘尼貝克（英语：D. A. Pennebaker） - 真實電影運動的墊基者之一。
- 2013年 - 哈尔·尼达姆 - 提升替身技術和安全防護的先驅。
- 2013年 - 小喬治·斯蒂文斯（英语：George Stevens Jr.） - 對於美國電影藝術有孜孜不倦的投入。
- 2014年(86屆) - 安吉拉·蘭斯伯里 - 創造影史上令人難忘的角色，鼓舞影壇後輩。
- 2014年 - 史提夫·馬丁 - 為其帶給電影藝術中卓越的天分和奇特的靈感。
- 2014年 - 皮耶羅·托西（英语：Piero Tosi） - 將服裝設計昇華為電影中永恆鮮活的藝術。
- 2015年(87屆) - 宮崎駿 - 在動畫歷史上有巨大影響，創造動畫以不同媒介展現無限可能。
- 2015年 - 瑪琳·奧哈拉 - 好萊塢歷史上璀璨的明星之一，其表演充滿熱情、溫暖與力量。
- 2015年 - 讓-克洛德·卡里埃 - 精巧的編劇藝術將劇本提升到文學層次。
- 2016年(88屆) - 史派克·李 - 獨立電影的代表人，年輕後輩的啟蒙者。
- 2016年 - 吉娜·羅蘭茲 - 充滿原創性的表演天賦使其成為獨立電影代表人物。
- 2017年(89屆) - 成龍 - 在香港演出並有時兼任製作及編導超過30部動作電影，以令人驚嘆的體能、充滿創意的動作和魅力讓觀眾著迷。
- 2017年 - 林恩·斯塔馬斯特（英语：Lynn Stalmaster） - 過去50年投入超過200部電影，以其選角專業孕育了無數明星。
- 2017年 - 安妮·沃斯·科茨（英语：Anne V. Coates） - 60年的剪接生涯，與許多優秀導演合作完成許多優異電影。
- 2017年 - 弗雷德里克·懷斯曼 - 從1967年第一部紀錄片起，賦予社會、文化和政府機構不同的意義。
- 2018年(90屆) - 查尔斯·伯内特（英语：Charles Burnett (director)） - 以獨特洞見紀錄美國黑人生活，是一位堅定獨立且有影響力的電影人。
- 2018年 - 欧文·罗兹曼（英语：Owen Roizman） - 其寬廣的視覺風格和技術創新推動了攝影藝術的層次。
- 2018年 - 唐纳德·萨瑟兰 - 創造難以磨滅的角色，展現堅定的真誠。
- 2018年 - 阿涅斯·瓦尔达 - 她的同情和好奇形塑了獨特的個人風格電影。
- 2019年(91屆) - 馬文·利維（英语：Marvin Levy (publicist)） - 將電影帶入觀眾內心，是業界的典範。
- 2019年 - 拉羅·西夫林 - 將電影帶入觀眾內心，是業界的典範。
- 2019年 - 西西莉·泰森 - 有令人難忘的表演和正直的人格，鼓舞了電影工作者和觀眾。

### 2020年代
- 2020年(92屆) - 大衛·連治 - 以無畏的精神追求他的電影理想。
- 2020年 - 韋斯·斯塔蒂 - 表彰他在螢幕形象的專業和長期支持美國原住民社群的行動。
- 2020年 - 里娜·韋特繆勒 - 用她的鏡頭做為武器挑戰政治和社會的規範。
- 2021年(93屆) - 從缺
- 2022年(94屆) - 山繆·傑克森 - 充滿動感的表演不僅是文化象徵，也讓全球觀眾不分種族世代皆有共鳴。
- 2022年 - 伊莱恩·梅 - 表揚她在演員、編劇和導演工作上充滿勇氣和不妥協的態度。
- 2022年 - 麗芙·烏曼 - 其勇氣和情緒穿透力的表演讓觀眾深受感動。
- 2023年(95屆) - 欧占·帕尔西（英语：Euzhan Palcy）
- 2023年 - 黛安·沃倫（英语：Diane Warren）
- 2023年 - 彼得·威尔
- 2024年(96屆) - 安琪拉·貝瑟
- 2024年 - 梅尔·布鲁克斯
- 2024年 -  卡洛·李特頓（英语：Carol Littleton）
- 2025年- 汤姆·克鲁斯 (待定）